# Datun, Guizhou
Datun (kinesiska: 大屯, 大屯彝族乡) är en socken i Kina. Den ligger i provinsen Guizhou, i den sydvästra delen av landet, omkring 140 kilometer nordväst om provinshuvudstaden Guiyang.